# Polygalaceae
Polygalaceae је породица дикотиледоних скривеносеменица из реда Fabales. Обухвата 17 родова са око 1.000 врста. Услед необичне и карактеристичне грађе цветова, погледи о њиховом систематском положају су били различити међу ауторима. У најсавременијим системима класификације (APG, APG II) породица се сврстава у ред Fabales, заједно са лептирњачама.

## Класификација
Родови породице Polygalaceae се групишу у четири племена:

### Polygaleae
- Acanthocladus
- Ancylotropis
- Asemeia
- Badiera
- Caamembeca
- Gymnospora
- Hebecarpa
- Heterosamara
- Hualania
- Muraltia
- Phlebotaenia
- Polygaloides
- Rhinotropis